# Uname

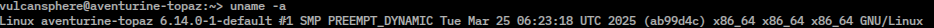
O poză de ecran al comenzii ”uname” pe Linux

Comanda UNIX uname tipărește pe ecran informații despre sistem. Versiunea GNU a comenzii uname este implementată în pachetul coreutils.

## Sintaxă
```
uname [opțiuni]
```

Dintre opțiunile cele mai des folosite amintim:
-a (all) - tipărește toate datele sistemului
-s, -r, -v - informații kernel
-m, -p, -i - informații hardware
-o - informații sistem de operare

## Exemple
Comanda uname pe un calculator Linux:
```
uname -a
Linux localhost.localdomain 2.6.32.21-166.fc12.i686 #1 SMP Fri Aug 27 06:55:23 UTC 2010 i686 i686 i386 GNU/Linux
```

Comanda uname pe Kubuntu:
```
# uname
Linux
# uname -a
Linux norrius-desktop 2.6.32-22-generic #33-Ubuntu SMP Wed Apr 28 13:27:30 UTC 2010 i686 GNU/Linux
```

Comanda uname pe HP-UX:
```
# uname -a
HP-UX HOSTNAME B.11.23 U 9000/800 105901597 unlimited-user license
```

Comanda uname pe Solaris:
```
# uname
SunOS sparc 5.11 snv_98 sun4u sparc SUNW,Sun-Blade-1000
```

Comanda uname pe Mac OS X:
```
# uname
Darwin
# uname -a
Darwin macmini 10.6.0 Darwin Kernel Version 10.6.0: Wed Nov 10 18:13:17 PST 2010; root:xnu-1504.9.26~3/RELEASE_I386 i386
```

Comanda uname pe Gentoo:
```
# uname
Linux
# uname -a
Linux lenovo 2.6.36-gentoo-r5-libre #2 SMP PREEMPT Mar 15 23:04:54 MSK 2011 x86_64 Intel(R) Atom(TM) CPU N455 @ 1.666GHz GenuineIntel GNU/Linux
```

Comanda uname pe FreeBSD:
```
# uname
FreeBSD
# uname -a
FreeBSD Machine.Domain.Net 9.1-RELEASE FreeBSD 9.1-RELEASE #0 r243826: Tue Dec  4 06:55:39 UTC 2012     root@obrian.cse.buffalo.edu:/usr/obj/usr/src/sys/GENERIC  i386
```

Comanda uname pe Android:
```
# uname -a
Linux localhost 2.6.32.9 #82 PREEMPT Sun Apr 10 15:28:28 EEST 2011 armv61 GNU/Linux
```

Comanda uname pe Cygwin:
```
# uname
CYGWIN_NT-5.2-WOW64
# uname -a
CYGWIN_NT-5.2-WOW64 Machine.Domain.Net 1.7.17(0.262/5/3) 2012-10-19 14:39 i686 Cygwin
```